# Nieuwe Rijpmapolder
De Nieuwe Rijpmapolder is een voormalig waterschap in de provincie Groningen.
Het waterschap is een voortzetting van het waterschap de Rijpmapolder uit 1863, waaraan extra gronden waren toegevoegd.
De polder lag ten westen van Woudbloem. De noordgrens lag bij het Slochterdiep, de oostgrens bij de Scharmer Ae, de zuidoostgrens lag bij de Nieuwewijk, even ten zuiden van de Woudbloemlaan, de westgrens lag iets ten westen van de Rijpmalaan en de noordwestgrens lag bij het Nieuwe Rijpmakanaal. De molen sloeg uit op de Kerkwijk, die uitmondde in de Scharmer Ae en stond zo'n 400 meter ten noorden van de brug bij Woudbloem.
Waterstaatkundig gezien ligt het gebied sinds 2000 binnen dat van het waterschap Hunze en Aa's.

## Rijpermaa
De polder was genoemd naar het medengebied Rijpe maa, dat al in in 1493 wordt vermeld als Rypemade ('hooiland aan de rand'). Mogelijk bevond zich hier eerder de nederzetting Diurardasrip. Nu bevindt zich hier het natuurreservaat Rijpermaa. 
De polder moet niet worden verward met de Rijpma's polder.